# Conmebol TV
 (mai 2021).
La Conmebol TV  est une chaîne de pay-per-view brésilienne lancée le 15 septembre 2020. Elle retransmet la Copa Libertadores, la Copa Sudamericana et la Recopa Sudamericana. Propriété de la Confédération sud-américaine de football (CONMEBOL), sa production et sa programmation sont de l'œuvre du Grupo Bandeirantes de Comunicação (pt) en partenariat avec les sociétés FC Diez Media et IMG,,,.